# Instant

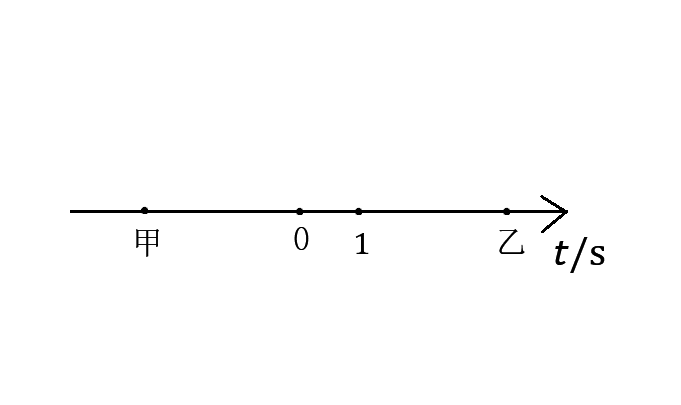
Sur l'axe des nombres constitué par le temps, il y a deux points A et B dessus.

L’instant est le plus petit élément constitutif du temps.
En physique classique, un instant est un moment infinitésimal.
Dans la conception subjective de l'instant, celui-ci est un moment très bref ; par exagération, un temps relativement court, quelle que soit sa durée absolue. L'instant est parfois assimilé au présent.

## Physique
En physique classique, un instant est un moment infinitésimal. Un instant est une durée suffisamment courte pour qu'une grandeur comme la position ou la tension électrique ait une valeur mesurable bien déterminée, mais suffisamment longue pour qu'on puisse définir sa variation. C'est ainsi qu'on parle de vitesse, d'accélération, de pression instantanées pour désigner une valeur mesurée de ces grandeurs quand elle varient. En ce sens, c'est l'équivalent temporel du point matériel pour l'espace.
C'est une abstraction fondamentale qui permet l'établissement d'une loi physique par le raisonnement, la statistique et les techniques de l'analyse mathématique.
La physique moderne précise les limites de validité de la notion d'instant,
- Le principe d'incertitude de Heisenberg énonce qu'on ne peut connaître tous les paramètres d'un phénomène à la fois et avec une précision absolue,
- la théorie de la relativité, tirant les conséquences de la vitesse finie de la lumière, montre qu'il n'y a pas d'instants valables en tous points pour tous les observateurs,
- la physique quantique montre que les grandeurs physiques ne sont pas infiniment sécables, ce qui ruine un des fondements des mathématiques à une échelle proche de la limite. Dans ce domaine, on doit remettre en cause la notion d'instant[2].

Le temps de Planck, de l'ordre de 1 × 10−43 s est la plus petite mesure temporelle ayant une signification physique dans le cadre des théories actuellement admises. On sait aujourd'hui mesurer de très courtes durées, jusqu'à la centaine d'attosecondes (1 × 10−16 s). C'est encore à vingt-sept ordres de grandeur de la limite.
La durée de vie des antiparticules, en général, est estimée à l'octoseconde[Information douteuse], soit 10−24 et des physiciens parlent d'une « épaisseur du présent », reprenant une métaphore de Merleau-Ponty destinée à un tout autre usage.

## Sciences de la vie
La biophysique et la chimie travaillent jusqu'à la femtoseconde (10−15) et il existe, depuis Ahmed Zewail (prix Nobel 1999) une femtochimie et une spectroscopie femtoseconde.
On ne parle guère d'instant en biologie. L'approche conjointe d'un neurobiologiste et d'un philosophe se situe délibérément dans le contexte récent « d'un divorce possible du temps de la physique et du temps de la psychologie ».

## Philosophie et sciences humaines

### Europe
Platon est le premier, du moins en Occident, à noter explicitement la difficulté : « Il y a cette étrange entité de l'instant qui se place entre le mouvement et le repos, sans être dans aucun temps, et c'est là que vient et de là que part le changement, soit du mouvement au repos, soit du repos au mouvement ». À cette époque existait dans le panthéon grec un dieu, Kairos , maître du moment opportun (nom commun identique : un kairos). L'équivalent latin opportunitas signifie : opportunité, saisir l'occasion), du moment de la décision bonne ou mauvaise.
En 1889 Henri Bergson donne sa notion de l'instant dans son Essai sur les données immédiates de la conscience.
Bachelard s'oppose à Bergson en conjuguant philosophie et poésie dans son Intuition de l'instant (1931) dont le titre, à lui seul, est significatif : une intuition. Il en ressort que « la durée est faite d'instants sans durée », sachant qu'il y a « totale  égalité de l'instant présent et du réel ». L'auteur avait sous-titré à l'origine étude sur la Siloë de  Gaston Roupnel. Cet ouvrage publié en 1927 serait probablement oublié aujourd'hui sans celui de Bachelard[réf. souhaitée]. Cette conception fait pressentir la charge affective qui devient dominante dans les littératures romanesque et poétique[Quoi ?].
Plus récemment, au XXe siècle, le philosophe français André Lalande définit l'instant comme étant une « durée très courte que la conscience saisit comme un tout ». Aujourd'hui, on n'est pas assuré que l'instant en lui-même possède une durée propre ; l'opinion générale serait plutôt, en ce sens, négative.
Dès lors, la notion d'instant s'est déployée entre deux acceptions en tentant de les accommoder :
- une durée courte ou extrêmement courte ;
- un signal extemporané (hors du temps) posé sur l'axe d'un temps supposé linéaire.

### Inde
En Inde, les  Jaïnistes ont divisé le temps en atomes de temps (samaya), qui correspondent « au temps nécessaire à un atome de matière pour traverser un point d'espace ». Les notions voisines (abhika, khana, ksana) et même un concept d'instantanéité (ksanikavada) attestent d'une réflexion très poussée sur le sujet dans l'Inde brahmanique.

## Littérature
« Toujours l'instant fatal viendra nous distraire »

— Raymond Queneau
Dans les chroniques de l'histoire comme dans les drames du théâtre, l'instant est souvent fatal. C'est celui où l'histoire bascule dans la guerre, où le secret est inopinément révélé, où l'ordre se mue en chaos, où les amants ou les ennemis se rencontrent pour la première fois. Dans de nombreux contextes, l'« instant fatal » est une synecdoque de la mort. L'instant fatal n'a pas de durée, car son existence n'est que rétrospective.
Au théâtre, la mise en scène accentue ce genre d'instant par une suspension de l'action dite faire tableau. Les acteurs s'immobilisent une seconde, ou plus si les spectateurs applaudissent.